# Općinska B nogometna liga Ludbreg 1988./89.
"Općinska B nogometna liga Ludbreg" za sezonu 1988./89. je bila drugi stupanj općinske lige ONS Ludbreg. 
Sudjelovalo je ukupno 12 klubova, a prvak je bila "Komarnica" iz Komarnice Ludbreške.   

## Ljestvica
| mj. | klub                            | ut.      | pob.     | ner.     | por.     | gol+     | gol-     | bod      |
| --- | ------------------------------- | -------- | -------- | -------- | -------- | -------- | -------- | -------- |
| 1.  | Komarnica (Komarnica Ludbreška) | 20       | 15       | 2 (2)    | 3        | 54       | 18       | 32       |
| 2.  | Podravka Struga                 | 20       | 15       | 1 (1)    | 4        | 82       | 28       | 31       |
| 3.  | Razvitak Čičkovina              | 20       | 15       | 2 (1)    | 3        | 76       | 23       | 31       |
| 4.  | Podgora Bolfan                  | 20       | 11       | 5 (2)    | 4        | 83       | 39       | 24       |
| 5.  | Croatia Dubovica                | 20       | 9        | 2 (2)    | 9        | 49       | 47       | 20       |
| 6.  | Radnički Hrženica               | 20       | 8        | 6 (2)    | 6        | 59       | 47       | 18       |
| 7.  | Dinamo Apatija                  | 20       | 8        | 2 (1)    | 10       | 49       | 46       | 17       |
| 8.  | Gora Globočec Ludbreški         | 20       | 6        | 1 (0)    | 13       | 32       | 54       | 12       |
| 9.  | Partizan Veliki Bukovec         | 20       | 4        | 0        | 16       | 29       | 77       | 8        |
|     | Dinamo Vrbanovec                | 10       | 5        | 1 (0)    | 4        | 33       | 18       | 10       |
|     | Kalnik Čukovec                  | 10       | 1        | 0        | 9        | 13       | 59       | 2        |
|     | Sloboda Županec                 | odustali | odustali | odustali | odustali | odustali | odustali | odustali |

- U slučaju neriješenog rezultata se izvodilo raspucavanje jedanaesterca te bi pobjednik dobio 1 bod, a poraženi u raspucavanju bi ostao bez bodova
- "Dinamo" Vrbanovec i "Kalnik" Čukovec odustali u drugom dijelu sezone
- "Sloboda" Županec odustala, odnosno isključena iz natjecanja početkom sezone

## Rezultatska križaljka
| kratica | klub                            | CRO | DINA | GORA | KOM | PAR | PODG | PODR | RAD | RAZ | DINV | KAL | SLO |
| --- | ------------------------------- | --- | ---- | ---- | --- | --- | ---- | ---- | --- | --- | ---- | --- | --- |
| CRO | Croatia Dubovica                |     |      |      |     |     |      |      |     |     |      |     |     |
| DINA | Dinamo Apatija                  |     |      |      |     |     |      |      |     |     |      |     |     |
| GORA | Gora Globočec Ludbreški         |     |      |      |     |     |      |      |     |     |      |     |     |
| KOM | Komarnica (Komarnica Ludbreška) |     |      |      |     |     |      |      |     |     |      |     |     |
| PAR | Partizan Veliki Bukovec         |     |      |      |     |     |      |      |     |     |      |     |     |
| PODG | Podgora Bolfan                  |     |      |      |     |     |      |      |     |     |      |     |     |
| PODR | Podravka Struga                 |     |      |      |     |     |      |      |     |     |      |     |     |
| RAD | Radnički Hrženica               |     |      |      |     |     |      |      |     |     |      |     |     |
| RAZ | Razvitak Čičkovina              |     |      |      |     |     |      |      |     |     |      |     |     |
| DINV | Dinamo Vrbanovec                |     |      |      |     |     |      |      |     |     |      |     |     |
| KAL | Kalnik Čukovec                  |     |      |      |     |     |      |      |     |     |      |     |     |
| SLO | Sloboda Županec                 |     |      |      |     |     |      |      |     |     |      |     |     |
| |                                 |     |      |      |     |     |      |      |     |     |      |     |     |
| podebljan rezultat - utakmice od 1. do 11. kola (1. utakmica između klubova) rezultat normalne debljine - utakmice od 12. do 22. kola (2. utakmica između klubova) rezultat nakošen - nije vidljiv redoslijed odigravanja međusobnih utakmica iz dostupnih izvora rezultat smanjen * - iz dostupnih izvora nije uočljiv domaćin susreta prekrižen rezultat - poništena ili brisana utakmica p - utakmica prekinuta 3:0 p.f. / 0:3 p.f. - rezultat 3:0 bez borbe (_:_ 11 m) - rezultat u raspucavanju jedanaesteraca u slučaju neriješenog rezultata |                                 |     |      |      |     |     |      |      |     |     |      |     |     |

 Izvori:

## Unutarnje poveznice
- Općinska A liga Ludbreg 1988./89.